# Syngamia vibiusalis
Syngamia vibiusalis là một loài bướm đêm trong họ Crambidae.